# Saint-Urcisse, Lot-et-Garonne
Saint-Urcisse är en kommun i departementet Lot-et-Garonne i regionen Nouvelle-Aquitaine i sydvästra Frankrike. Kommunen ligger i kantonen Puymirol som tillhör arrondissementet Agen. År 2022 hade Saint-Urcisse 245 invånare.

## Befolkningsutveckling
Antalet invånare i kommunen Saint-Urcisse
| Referens: INSEE |